# Can’t Nobody Hold Me Down
«Can’t Nobody Hold Me Down» (с англ. — «Никто не сможет удержать меня») — первый сингл американского рэпера Puff Daddy из его дебютного студийного альбома No Way Out, выпущенный 11 февраля 1997 года на лейбле Bad Boy Records.
В записи песни принял участие рэпер Mase, и она стала его дебютным чартовым синглом. Песня была спродюсирована Carlos Broady, Nashiem Myrick, Sean «Puffy» Combs и Stevie J.
Сингл достиг 1 места в чартах Billboard Hot 100, Hot R&B/Hip-Hop Songs и Hot Rap Singles. А также занял 19 место в чарте UK Singles Chart в Великобритании. Сингл был сертифицирован как «дважды платиновый» 16 апреля 1997 года. В 1998 году «Can’t Nobody Hold Me Down» был номинирован на премию «Грэмми» за лучшее рэп-исполнение дуэтом или группой на 40-й церемонии вручения премий «Грэмми».

## Содержание
Песня сочетает в себе элементы нескольких предыдущих синглов, наиболее очевидным из которых является семпл ритм-сессии из песни Grandmaster Flash and the Furious Five «The Message». Припев трека представляет собой интерполяцию песни «Break My Stride» сингла Мэтью Уайлдера 1983 года. Трек также содержит семпл вступительных барабанов из песни Майкла Джексона «Rock with You» 1980 года.
Mase вспомнил написание песни в истории журналу GQ, сказав: «Мои куплеты на первых нескольких синглах Паффа из альбома No Way Out были записями, которые я написал в той квартире с одной спальней в Гарлеме ещё до того, как попал на лейбл. Я отдал их Паффу, потому что он был популярен в тот момент.»

## Список композиций

### Винил12"
Сторона А
1. «Can’t Nobody Hold Me Down» (Original Club Mix) (Featuring Mase) — 5:10
2. «Can’t Nobody Hold Me Down» (Bad Boy Remix Clean Version) (Featuring Mase) — 4:33
3. «Can’t Nobody Hold Me Down» (Bad Boy Remix Instrumental) — 4:33

Сторона Б
1. «Can’t Nobody Hold Me Down» (Bad Boy Remix Extended Club Version) (Featuring Mase) — 5:13
2. «Can’t Nobody Hold Me Down» (Original Club Mix Instrumental) — 5:10

### CD-сингл
1. «Can’t Nobody Hold Me Down» (Radio Mix) (Featuring Mase) — 5:10
2. «Can’t Nobody Hold Me Down» (Instrumental) — 5:10
3. «Can’t Nobody Hold Me Down» (Club Mix) (Featuring Mase) — 5:10

### Аудиокассета
Сторона А
1. «Can’t Nobody Hold Me Down» (Clean Radio Mix) (Featuring Mase) — 5:10
2. «Can’t Nobody Hold Me Down» (Instrumental) — 5:10

Сторона Б
1. «Can’t Nobody Hold Me Down» (Clean Radio Mix) (Featuring Mase) — 5:10
2. «Can’t Nobody Hold Me Down» (Instrumental) — 5:10

### Цифровая дистрибуция(iTunes/Apple) (2014)
1. «Can't Nobody Hold Me Down» (feat. Mase) [Radio Mix] — 4:33
2. «Can't Nobody Hold Me Down» (feat. Mase) [Bad Boy Remix] [Instrumental] — 4:33
3. «Can't Nobody Hold Me Down» (feat. Mase) [Club Mix] — 5:13

## Чарты

### Еженедельные чарты
| Чарт (1997)                           | Высшая позиция |
| ------------------------------------- | -------------- |
| Австралия (ARIA)                      | 27             |
| Германия (GfK)                        | 23             |
| Нидерланды (Single Top 100)           | 59             |
| Новая Зеландия (Recorded Music NZ)    | 11             |
| Швейцария (Schweizer Hitparade)       | 37             |
| Великобритания (OCC UK Singles)       | 19             |
| США (Billboard Hot 100)               | 1              |
| США (Billboard Hot R&B/Hip-Hop Songs) | 1              |
| США (Billboard Hot Rap Songs)         | 1              |

### Итоговые годовые чарты
| Итоговый годовой чарт (1997)      | Позиция |
| --------------------------------- | ------- |
| Германия (Official German Charts) | 82      |
| США Billboard Hot 100             | 5       |

### Чарты конца десятилетия
| Чарт (1990-1999)      | Позиция |
| --------------------- | ------- |
| США Billboard Hot 100 | 27      |

## Сертификации
| Регион     | Сертификация  | Продажи   |
| ---------- | ------------- | --------- |
| США (RIAA) | 2× Платиновый | 2,700,000 |

## Награды и номинации
В 1998 году «Can’t Nobody Hold Me Down» был номинирован на премию «Грэмми» за лучшее рэп-исполнение дуэтом или группой на 40-й церемонии вручения премий «Грэмми».
| Награда | Год  | Номинированная работа                    | Категория                                | Результат |
| --- | ---- | ---------------------------------------- | ---------------------------------------- | --------- |
| Grammy Awards Архивная копия от 11 августа 2013 на Wayback Machine Архивная копия от 30 апреля 2019 на Wayback Machine | 1998 | «Can’t Nobody Hold Me Down» (feat. Mase) | Лучшее рэп-исполнение дуэтом или группой | Номинация |